# He 74 (航空機)
He 74
ハインケル He 74（模型）
- 用途：高等練習機・軽戦闘機
- 設計者：ギュンター兄弟
- 製造者：ハインケル
- 運用者：ドイツ空軍
- 初飛行：1933 年
- 生産数：3 機
- 運用状況：試作のみ

ハインケル He 74は1930年代のドイツで試作された単発・単座・複葉の高等練習機である。郷土防衛戦闘機（ハイマートシュッツイェーガー）計画における競作機の内の一つである。

## 概要
ドイツ航空省の要求する、非常時には軽戦闘機としても使用できる高等練習機の仕様に従って、ハインケル社によって開発された。厳密な要求仕様には無かったが、各企業が提出するデザインは単葉であることが求められていた。
1934年を通じての比較審査において、He 74は優れた性能を示したが、これからの戦闘機は単葉であるので高等練習機も単葉であることが不可欠との考えのために、競作機であるフォケウルフ Fw 56とアラド Ar 76に敗れた。
1935年11月には愛知時計電機によって1機のHe 74bが日本に輸入され、日本海軍によって参考試験機として用いられた。日本海軍における名称はハインケル練習機（略符号KXHe1）。

## 性能諸元
- 全長： 6.45 m
- 翼幅： 8.15 m
- 全高： 2.20 m
- 自重： 770 kg
- 最大離陸重量： 1,017 kg
- エンジン： アルグス As 10C 空冷倒立V型8気筒エンジン 240 hp ×1
- 最高速度： 289 km/h
- 航続距離： 370 km
- 武装： MG17 7.92 mm 機関銃 ×2 （計画のみ）
- 乗員： 1 名 （操縦士）